# 欧科拉格
欧科拉格，是匈牙利巴兰尼亚州所辖的一个村。总面积11.85平方公里，总人口172，人口密度14.5人/平方公里（2011年1月1日）。